# Gurminder K. Bhambra
Gurminder K. Bhambra (* 1974) ist eine britische Soziologin und Professorin für postkoloniale und dekoloniale Studien an der University of Sussex. Seit 2020 ist sie Fellow der British Academy und seit Anfang 2022 Präsidentin der British Sociological Association.
Bevor sie nach Sussex kam, war sie Professorin für Soziologie an der University of Warwick. Zudem war sie Gastprofessorin am Centre for Concurrences in Colonial and Postcolonial Studies an der schwedischen Linné-Universität, an der französischen École des hautes études en sciences sociales und der Universidade de Brasília. Außerdem war sie Visiting Fellow an der US-amerikanischen Princeton University.

## Schriften (Auswahl)
- Mit John Holmwood: Colonialism and modern social theory. Polity, Cambridge/Medford 2021, ISBN 9781509541294.
- Herausgegeben mit John Narayan: European cosmopolitanism. Colonial histories and postcolonial societies. Routledge, Abingdon/New York 2016, ISBN 9781138961104.
- Herausgegeben mit Daniel Orrells und Tessa Roynon: African Athena. New agendas. Oxford University Press, Oxford/New York 2011, ISBN 9780199595006.
- Herausgegeben mit Robbie Shiliam: Silencing human rights. Critical engagements with a contested project. Palgrave Macmillan, Basingstoke 2009, ISBN 978-0-230-22276-2.
- Rethinking modernity. Postcolonialism and the sociological imagination. Palgrave, New York 2007, ISBN 9780230500341.